# Yepes (kommun)
Yepes är en kommun i Spanien.   Den ligger i provinsen Toledo och regionen Kastilien-La Mancha, i den centrala delen av landet, 60 km söder om huvudstaden Madrid. Antalet invånare är 5 150.